# Smolensker Archiv

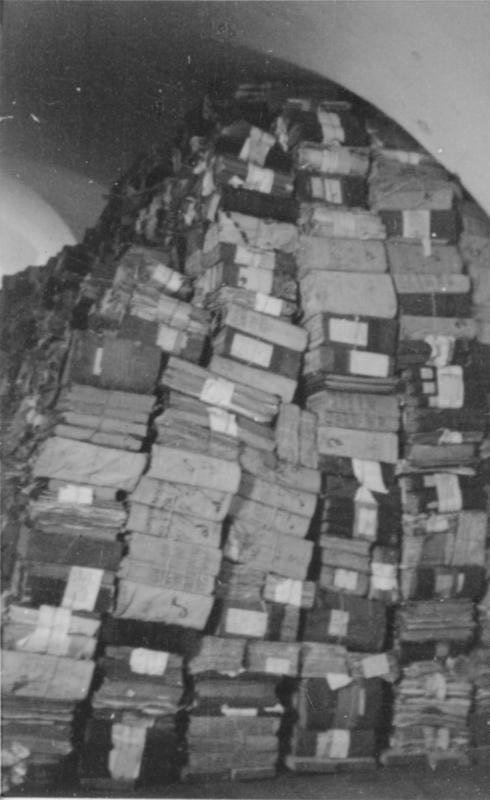
Smolensker Archivmaterial, Juni 1943 (Bild Bundesarchiv)

Das Smolensker Archiv ist die Bezeichnung für das Archiv der Kommunistischen Partei der Sowjetunion der Oblast Smolensk, umfassend die Jahre 1917 bis 1938, welches intakt durch die Wehrmacht erbeutet wurde, als sie am 15. Juli 1941 die Stadt Smolensk eroberte. Das Archiv wurde dann nach Deutschland gebracht.
Es sind keine weiteren so umfangreichen und vollständigen Archive erbeutet worden, da die Behörden der Sowjetunion während des Rückzuges 1941 und 1942 große Anstrengungen unternahmen, die staatlichen und Parteiarchive rechtzeitig in Sicherheit zu bringen. Die Deutschen nutzten das Archiv für Propagandazwecke, indem sie Details der darin enthaltenen Informationen über den stalinistischen Terror in der Sowjetunion veröffentlichten.
Das Archiv befand sich dann zur Auswertung in Deutschland, ab Mai 1943 in Vilnius, dann in Polen, wo Teile im Februar 1945 von sowjetischen Truppen bei der Bahnstation Pszczyna entdeckt und in die Sowjetunion zurückgebracht wurden.
Noch 1945, kurz nach der bedingungslosen Kapitulation der Wehrmacht, wurde das Archiv vom OSS, der Vorgängerbehörde der CIA, in die USA verbracht und dort in einem unterirdischen Flugzeughangar gelagert. Es wurde von einer Gruppe amerikanischer Sowjetologen gesichtet, die zu dem Schluss kamen, es enthalte sehr wertvolle Informationen. Danach wurde das Archiv für wissenschaftliche Forschung zugänglich.
Der Politikwissenschaftler Merle Fainsod (1907–1972) half 1948 das Russland-Forschungszentrum in Harvard einzurichten, dessen Direktor er von 1950 bis 1964 war. Dort wertete er das Archiv aus und veröffentlichte seine Forschungen als Buch Smolensk under Soviet Rule 1958. Daraufhin behauptete das Außenministerium der Sowjetunion, das Smolensker Archiv sei eine Fälschung der CIA. Robert Conquest (The Great Terror) und Richard Pipes (Russia Under the Bolshevik Regime) verwendeten ebenfalls in großem Umfang Material des Smolensker Archivs für ihre Veröffentlichungen über das System der Sowjetunion unter Stalin.
Seit 1963 forderte die Sowjetunion trotz des im Raum stehenden Fälschungsvorwurfs immer wieder die Rückgabe des Archivs. 1991 räumte Russland die Authentizität der Dokumente ein und verhandelte seitdem um eine Rückgabe, die im März 2003 erfolgte. Das Archiv befindet sich nun im Dokumentationszentrum für neueste Geschichte der Oblast Smolensk. Im Davis-Center der Universität Harvard verblieb eine komplette Verfilmung auf Mikrofilmrollen, eine Kopie befindet sich auch in der Bayerischen Staatsbibliothek München (Sign.: Film R 786-rn).